# 精氨酸指针病毒纲
精氨酸指针病毒纲（学名：Arfiviricetes）为单环编码病毒门的一个纲。

## 下级分类
本纲包括以下目：
- Baphyvirales
- 圆环病毒目 Cirlivirales
- Cremevirales
- Mulpavirales
- Recrevirales